# بوریس دوورنیک
بوریس دوورنیک (انگلیسی: Boris Dvornik؛ ۱۶ آوریل ۱۹۳۹ – ۲۴ مارس ۲۰۰۸) هنرپیشه اهل کشور کرواسی بود. وی در شهر اسپلیت زاده شد. وی در زمینهٔ بازیگری در شهر نووی ساد تحصیل کرد و پس از آن تحصیلاتش را در دانشگاه زاگرب ادامه داد.

## اسامی تعدادی از فیلم‌ها
- نهمین حلقه- ۱۹۶۰
- مارتین در ابرها- ۱۹۶۱
- چهره به چهره- ۱۹۶۳
- پل- ۱۹۶۹
- هنگامی که صدای ناقوس را می‌شنوی- ۱۹۶۹
- درخت کاج در کوه- ۱۹۷۱
- سیکلاپ- ۱۹۸۲
- شب تاریک طولانی- ۲۰۰۴